# Piazza Duomo (Reggio Calabria)
Piazza del Duomo, o Piazza Duomo (anticamente Tocco Grande), è una delle piazze più importanti della città di Reggio Calabria.

## Descrizione
Piazza Duomo, la cui pianta è di forma quadrata, si apre dinnanzi alla facciata della Cattedrale che sorge sul lato sud orientale della piazza, su via Tommaso Campanella, mentre sul lato nord occidentale è attraversata dal corso Garibaldi, ed è orientata seguendo l'impianto urbanistico del centro storico in posizione obliqua rispetto ai punti cardinali.
La piazza è arricchita da una fitta vegetazione mentre sui rimanenti due lati è circondata da due edifici uguali con dei colonnati e dei porticati, la piazza è il cuore religioso del territorio reggino.

## Storia

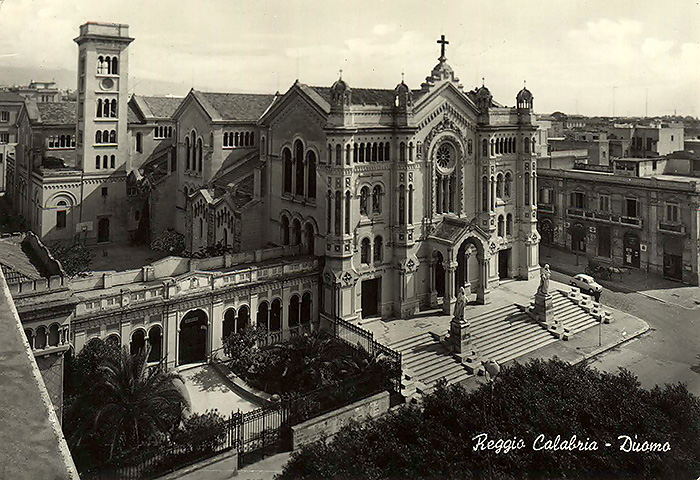
Una vecchia cartolina che mostra una parte della piazza con la Cattedrale.

Prima del terremoto del 1908 la piazza sorgeva alcuni metri più a nord ed era orientata ortogonalmente secondo i punti cardinali, ma dopo il sisma, con il piano di riedificazione redatto dall'ingegnere Pietro De Nava fu realizzata con l'attuale assetto.
Dal XVI secolo la piazza era denominata Tocco Grande, in relazione alla consuetudine amministrativa di dividere la città in due Tocchi. Nelle due piazze venivano eletti i tre sindaci della città: mentre al Tocco Piccolo (oggi Piazza Italia) si eleggeva il rappresentante di estrazione nobiliare, al Tocco Grande, cioè la Piazza del Duomo, venivano eletti gli altri due che erano il rappresentante del popolo e quello delle classi artigiane.
Con l'ingresso in città di Giuseppe Garibaldi e l'unificazione dell'Italia, nel 1860 vi fu combattuta la celebre Battaglia di Piazza Duomo, immortalata in alcuni dipinti.